# Biogeográfia

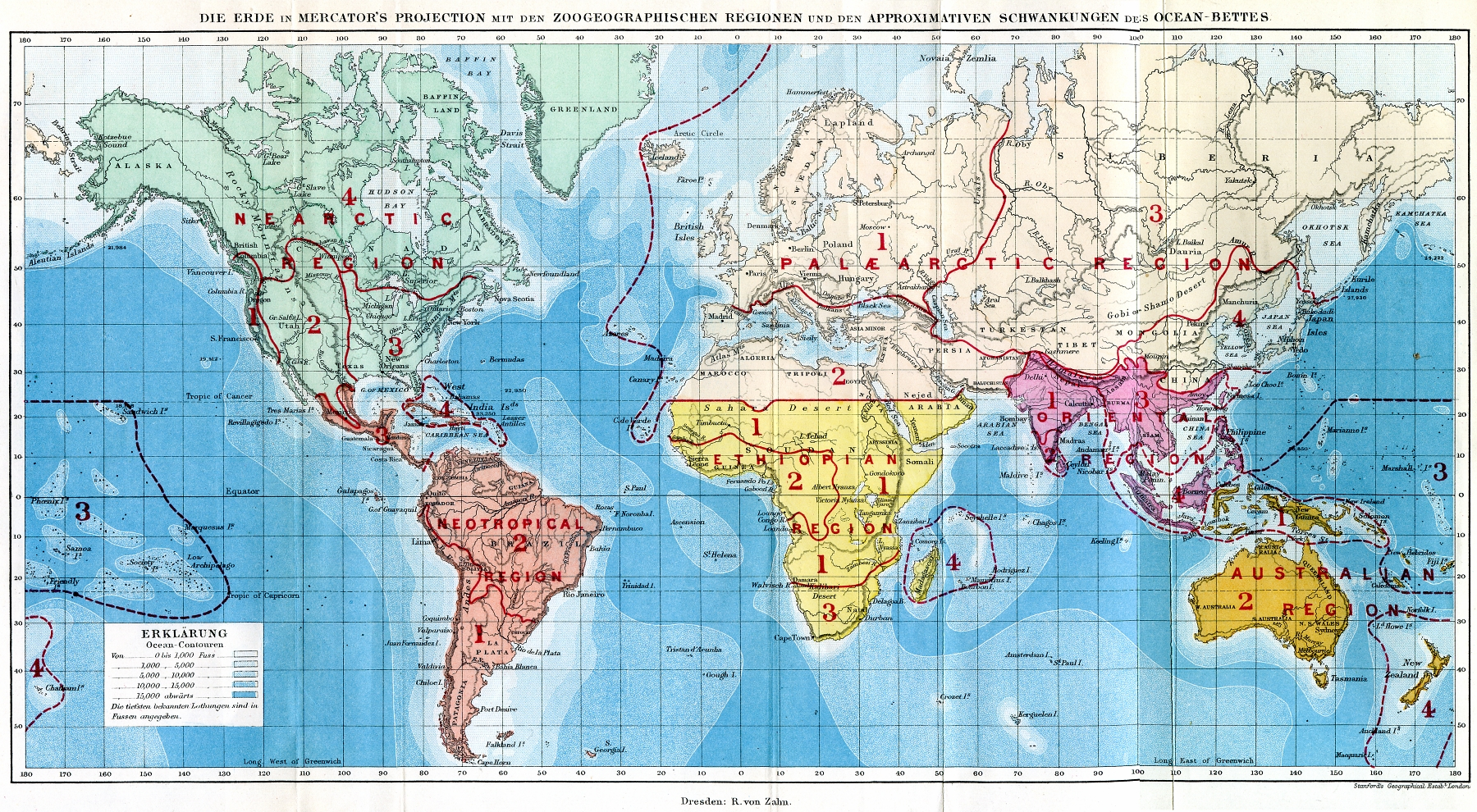
Világtérkép geozoológiai régiókkal

A biogeográfia (más néven életföldrajz) a földrajztudománynak  az élőlények elterjedésével, eloszlásával és a táj – élőlény kölcsönhatással foglalkozó ága. Magába foglalja a földtörténeti fejlődés és az állat- és növényvilág közti természeti kapcsolatok kiterjesztését a különböző földterületeken. Alapjait Alexander von Humboldt (1769–1859) fektette le.
A biogeográfia az élőlényeket úgy tekinti, mint:
- Geotényezőket (flóra és fauna);
- A táj elemeit;
- Bioindikátorokat a földterületek megjelölésére.

A biogeográfiát két fő részre oszthatjuk:
- Növényföldrajz és geobotanika (a növények és növényközösségek elterjedésének tanulmányozása)
- Állatföldrajz és geozoológia (az állatok helyi elterjedésének tudománya). A floraterületekhez faunák tartoznak.

## További információ
- Fajok globális megfigyelései az iNaturaliston